# Anthomuricea timorensis
Anthomuricea timorensis är en korallart som beskrevs av Nutting 1910. Anthomuricea timorensis ingår i släktet Anthomuricea och familjen Plexauridae. Inga underarter finns listade i Catalogue of Life.